# ピョートルクフ・トルィブナルスキ
ピョートルクフ・トルィブナルスキ（Piotrków Trybunalski [ˈpʲɔtrkuf trɨbuˈnalskʲi] ( 音声ファイル)、ピョートルクフ・トリブナルスキとも）は、ポーランド中央部の都市で、1999年よりウッチ県に属する。1975年から1998年まではピョートルクフ県の県都であった。現在はピョートルクフ郡の中心市である。

## 歴史

### 近代
第一次世界大戦中オーストリア・ハンガリー帝国に占領され、1915年から1916年にかけてポーランドの愛国運動の中心地となった。その後、第二共和政ポーランドの一部となり、中央同盟国を打倒した。
戦間期にはウッチ県ピョートルクフ郡の中心市とされ、以前ほどの重要性はなくなった。1938年の人口は51000人ほどで、25000人のユダヤ人と1500人のドイツ人が居住していた。ユダヤ人居住者が多く、ホロコースト以前はヘブライ語の印刷・出版が盛んであった。
ナチスドイツのポーランド侵攻により第二次世界大戦が勃発し、1939年9月5日に激戦地となる。その後、16年間に渡り占領され、占領地であるポーランドのユダヤ人に対しての最初のゲットーが1939年10月頃に建設された。周辺の町からも合わせ、約25000人がここに収監された。
開戦初期から、ピョートルクフ・トルィブナルスキは地下レジスタンスの根拠地となり、1944年11月までナチスドイツに抵抗した。1945年1月18日、ソビエト赤軍が進駐して解放されるが、以後も反共パルチザンたちは周辺地域で戦闘を継続した。
終戦後、1949年から1970年にかけて産業の中心として、また1975年までウッチ県の主要都市として発展した。その後、新しいピョートルクフ県の県都としてポーランドの行政・教育・文化の中心的地位に復帰した。
しかし、1999年にピョートルクフ県は郡に格下げとなり、再びウッチ県の傘下に入ることとなった。

## 地理
ピョートルクフ・トルィブナルスキは、ウッチ高地の中西部（ピョートルクフ高地）に位置する。ピョートルクフ地方の地理的構造は約18万年～13万年前の氷河期に形成された。ピョートルクフ平野にかかる森林はほとんどない。ピリカ川の流域に面しており、ヴィスワ川の集水地域になっている。

### 気候
海抜200mほどの高さに位置しており、年間平均気温は摂氏8度である。最も寒い月は1月で摂氏マイナス20度からマイナス2.5度、最も暖かい月は7月で平均摂氏18度になる。年間降雨量は550mmから600mmで、砂質の土壌により肥沃とはいえない。

## 経済
立地上の利点から、ワルシャワに次ぐ物流の中心として知られ、IKEAの配送センターがある。また、小・中規模の縫製工場が多数存在する。

## スポーツ
- コンコルディア・ピョートルクフ・トルィブナルスキ Concordia Piotrków Trybunalski

## 交通機関
国道が3路線整備されている。
- 1号線（E75号線の一部）グダニスク・チェシン間
- 8号線（E67号線の一部）ブジスコ・クドヴァズドルイ間
- 12号線 ウェンクニツァ・ドロフスク間

またワルシャワ・フレデリック・ショパン空港まで133km、カトヴィツェ国際空港までは137kmの距離である。

## 姉妹都市
| - エスリンゲン・アム・ネッカー、ドイツ - マラジェツナ、ベラルーシ - リウネ、ウクライナ - ヴェレニエ、スロベニア - モションマジャローヴァール、ハンガリー - マリヤンポレ、リトアニア - ヴィエンヌ、フランス - ニース・ポート・タルボット、イギリス |

## ゆかりの人物
- ヴィトルト・ヴァシチコフスキ - 外務大臣
- ビオレッタ・ヤノフスカ Wioletta Frankiewicz - 陸上選手